# Henrik Christiansen
Henrik André Sole Christiansen (ur. 10 lutego 1983 w Bærum) – norweski łyżwiarz szybki.
W wieku 27 lat Christiansen uczestniczył w Zimowych Igrzyskach Olimpijskich 2010 w Vancouver. Brał wówczas udział w trzech konkurencjach łyżwiarstwa szybkiego: biegu na 5000 m (8. miejsce), Biegu na 10 000 m (7. miejsce) oraz biegu drużynowym (4. miejsce; wraz z Håvardem Bøkko, Mikaelem Flygindem Larsenem i Fredrikem van der Horstem).

## Rekordy życiowe
| Dystans  | Czas     | Data             | Miejsce        |
| -------- | -------- | ---------------- | -------------- |
| 500 m    | 37,19    | 12 lutego 2011   | Calgary        |
| 1000 m   | 1.11,50  | 24 marca 2006    | Calgary        |
| 1500 m   | 1.46,33  | 18 lutego 2011   | Salt Lake City |
| 3000 m   | 3.47,04  | 3 listopada 2007 | Salt Lake City |
| 5000 m   | 6.15,41  | 12 grudnia 2009  | Salt Lake City |
| 10 000 m | 13.15,42 | 19 lutego 2011   | Salt Lake City |
| Źródło:  |          |                  |                |